# Bartolomeo Terchi
Bartolomeo Terchi (Roma, 1691 - Viterbo, 10 de septiembre de 1766) fue un ceramista italiano activo en el siglo XVIII.
Nacido en Roma en 1691 de familia de origen florentino, se trasladó a San Quirico d'Orcia, en 1717, después de aprender el oficio, probablemente en Roma. Trabajó en la elaboración de cerámica mayólica, fundada por la familia Chigi y activa durante todo el siglo XVIII ("Fonte alla Vena"), que produjo piezas para el consumo privado de la familia. De esta producción se conserva en el Museo del Louvre, un plato con la historia de Moisés, firmado por Terchi.
En 1724 vendió su negocio y se trasladó a Siena, y desde allí en 1735, a Bassano Romano, donde realizó una Virgen con Niño de azulejos en 1748, colocado en el "Ponte delle vaschie".
Falleció en Viterbo, donde se había trasladado con su familia, y donde sus hijos continuaron produciendo cerámica. Los temas de sus representaciones se refieren a escenas de la antigüedad, libremente interpretadas, ambientadas en paisajes, donde el material cerámico constituía un apoyo para su pintura.
Azulejos pintados con la historia de Moisés se conservan en el Museo de la Cerámica Abruzzesi fundado por Giacomo Acerbo de Loreto Aprutino. De él o su taller son los vasos litúrgicos pintados con temas bíblicos del año 1730, conservados en el Museo histórico del convento de los Capuchinos en Camerino. Una ánfora pintada, de alrededor de 1730 se encuentra en la Pinacoteca di Varallo.